# Локални избори у Србији 2025.
Локални избори у Зајечару и Косјерићу одржали су се 8. јуна 2025. године, док ће се локални избори у Мионици и Неготину одржати између јула и новембра 2025.
Председница Скупштине Србије Ана Брнабић је 13. априла 2025. године расписала редовне изборе за одборнике Скупштине града Зајечара и Скупштине општине Косјерић. 
У Зајечару је владајућа Српска напредна странка (СНС) однела победу са 27 освојених мандата, односно 47,13% гласова, док је листа „Промена у коју верујемо” освојила 19, а „Уједињени за спас Зајечара” 4 мандата. У Косјерићу је коалиција око СНС-а освојила 190 гласова више од опозиционе листе „Уједињени за Косјерић” и тако обезбедила већину одборничких мандата.
Предизборну кампању обележили су системски спровођени институционални притисци. Посматрачка мисија Црте оценила је да су се избори одржали у „изразито непоштеним и неслободним” условима и да је атмосфера изборног дана подсећала на „опсадно стање”.

## Позадина
Претходни локални избори у Зајечару и Косјерићу одржани су 28. марта 2021. године. У Зајечару, Српска напредна странка је заједно са Социјалистичком партијом Србије обезбедила већину. У Косјерићу је изборна листа на челу са Српском напредном странком добила 68,78% гласова. Ово су били први избори од почетка вишемесечне друштвено-политичке кризе у Србији изазване урушавањем надстрешнице Железничке станице у Новом Саду, коју прате масовни студентски и грађански протести и блокаде факултета.
Протести су допринели снажнијем организовању грађана и формирању озбиљније опозиционе алтернативе на локалним изборима, што је довело до тога да власт интензивира употребу државних ресурса, као и других облика изборне манипулације, уз снажну медијску подршку националних медија локалним листама власти. Локални избори су схваћени и као тест сарадње опозиције и студената на вишем нивоу, у случају да власт прихвати позив студената у блокади за расписивање ванредних парламентарних избора. Упркос притиску јавности и извештајима о неправилностима са претходних избора, изборне реформе, укључујући ревизију бирачких спискова, нису спроведене, а институције попут Агенције за спречавање корупције и РЕМ-а остају пасивне.

## Изборни систем
Локални избори у Србији одржавају се по пропорционалном изборном систему на подручју општине или града у целини. Бирачи гласају за изборне листе на којима се налазе регистровани кандидати. Изборну листу могу поднети политичке странке уписане у Регистар политичких странака, коалиција политичких странака или самостална група грађана. Број потребних важећих потписа за учешће на изборима варира у зависности од броја бирача у датој општини. На изборним листама мора бити најмање 40 одсто кандидата слабије заступљеног пола. Изборну листу подноси овлашћени представник изборне листе, који не мора бити кандидат на самој листи. Изборна листа може бити одбијена, након чега подносиоци имају рок од 48 сати да отклоне недостатке, или одбачена, уколико лице није овлашћено за предлагање кандидата. Име и датум избора, називи изборних листа и њихових овлашћених представника, као и информације о начину гласања налазе се само на гласачком листићу.
Локалне изборне комисије и бирачки одбори надгледају изборни процес. Мандати се додељују применом изборног цензуса од три одсто важећих гласова, међутим, уколико ниједна изборна листа не пређе праг од три одсто, онда све листе које су добиле гласове учествују у расподели мандата. Расподела мандата по изборним листама врши се у сразмери са бројем добијених гласова, а број мандата који припадају појединим листама одређује се применом система највећег количника (Д’Онтов систем). У том поступку, укупан број гласова добијених од стране сваке листе дели се са бројевима од један до укупног броја одборничких места у локалној скупштини. Добијени количници се затим ређају по величини и листа добија онолико мандата колико има највећих количника међу свим учесницима. Уколико две или више листа имају исте количнике за последњи расположиви мандат, предност има листа која је добила већи укупан број гласова. Мандати у локалним скупштинама додељују се кандидатима по редоследу са изборне листе, почевши од првог кандидата. Након конституисања скупштине, одборници бирају градоначелника или председника општине, који као и сами одборници, добијају мандат у трајању од четири године.
Изборна листа може добити статус изборне листе националне мањине, који утврђује локална изборна комисија. Изборну листу националне мањине могу поднети само регистроване политичке странке или коалиције странака те националне мањине. Уколико припадници националне мањине чине мање од половине становништва у датој општини, листа може бити проглашена за мањинску. За мањинске изборне листе не важи цензус. При расподели, количници изборних листа националних мањина које су добиле мање од три одсто гласова увећавају се за 35%.
Све локалне изборе расписује председник Народне скупштине, који одређује и датум његовог одржавања. Право гласа има сваки држављанин Србије са пребивалиштем у земљи који је навршио 18 година. У складу с допуном Закона о јединственом бирачком списку од јуна 2024. године, на локалним изборима могу да гласају само бирачи који имају пријављено пребивалиште у месту у којем се одржавају локални избори дуже од шест месеци. Изборна тишина почиње два дана пре заказаних избора, током које је забрањено објављивање резултата истраживања јавног мњења, представљање кандидата и њихових програма, као и позивање грађана на гласање.

### Предизборни састав
У табелама испод су наведени бројеви мандата политичких странака заступљених у Скупштини града Зајечара и Скупштини општине Косјерић након локалних избора 2021. године.
|         |                        |         |
| Странка | Странка                | Мандати |
|         | СНС                    | 24      |
|         | Листа Ненада Ристовића | 16      |
|         | СПС—ЈС                 | 4       |
|         | Листа Драгане Рашић    | 4       |
|         | Листа Дејана Крстића   | 1       |
|         | Доста је Било          | 1       |

|         |                             |         |
| Странка | Странка                     | Мандати |
|         | СНС                         | 20      |
|         | Чисти људи за Чист Косјерић | 3       |
|         | Здрава Србија               | 2       |
|         | НАДА                        | 2       |

## Кампања
Упркос формалном залагању за препоруке Канцеларије за демократске институције и људска права (ОДИХР), изборна кампања у Зајечару и у Косјерићу одвијала се у изразито недемократским условима, уз системску злоупотребу јавних ресурса, отворено пропагандно и физичко насиље, интензивно присуство државних функционера и притиске на бираче, што је посматрачка мисија Црте документовала кроз бројне примере таргетирања, застрашивања и манипулације. Црта је додавање имена председника Србије у назив изборних листа власти оценила као злоупотребу и покушај да се локалним изборима да карактер председничких. Током кампање примећено је замагљивање граница између државе и странке.
Према наводима мештана и активиста, уочи избора забележени су бројни примери притисака на бираче, укључујући покушаје куповине гласова новцем и поклонима. Иако се сумњало на озбиљне нерегуларности, надлежне институције попут полиције и тужилаштва нису јавно реаговале на ове наводе, што је изазвало критике дела јавности.
Изборни дан у оба места протекао је уз изражено присуство полиције и великог броја грађана из целе Србије, који су дошли у Зајечар и Косјерић са намером да спрече могуће изборне неправилности. Разни механизми притисака на бираче, који су уочени и у предизборној кампањи, али и у претходним изборним циклусима, обележили су и сам изборни дан.

### Град Зајечар
За проглашење изборне листе било је потребно 500 потписа бирача (250 за изборне листе националних мањина). У Зајечару, 47.353 регистрованих бирача могло је гласати на једном од 69 бирачких места.
У децембру 2024. године, Нова демократска странка Србије (НДСС), Двери, Еколошки устанак, Група грађана др Дејан Крстић и Група грађана Сачувајмо Мали Извор и Тимочку долину формирале су опозициони блок Уједињени за спас Зајечара, с намером да заједно изађу на локалне изборе. Друга опозициона колона Промена у коју верујемо (НПС, ПСГ, ССП) поднела је своју изборну листу 18. априла. Ана Брнабић и Милош Вучевић посетили су Зајечар почетком маја. Председник Србије Александар Вучић посетио је Зајечар 30. маја. На страначком скупу СНС-а, забележени су напади на новинарске екипе, укључујући телевизију N1. Новинарима је онемогућен приступ, сниматељу су руке ударане да не би могао да снима, а другом новинару је одузет телефон.
У суботу 24. маја, одржао се дванаесточасовни студентски протест под називом „Слобода креће с истока”. Архив јавних скупова (АЈС) је објавио да је на протесту било 3.300 људи, што је највећи скуп у Зајечару откако АЈС врши мерења.
Уочи локалних избора 2025. године, адвокат Горан Калчевић, први на листи опозиционе коалиције „Промена у коју верујемо“, изјавио је да СНС спроводи агресивну кампању уз злоупотребу јавних ресурса и масовну куповину гласова. Такође је најавио да ће опозиција поставити контролоре на свим бирачким местима и да очекује велику излазност и промену власти.
Црта је забележила неправилности на чак 86% бирачких места у току изборног дана. Примећена је куповина гласова, вођење паралелне евиденције и гласање без важећих докумената. Утврђено је да су се у јединственом бирачком списку налазиле преминуле особе и лица која немају пребивалиште на територији града Зајечара.

### Општина Косјерић
За проглашење изборне листе било је потребно 200 потписа бирача (100 за изборне листе националних мањина). У Косјерићу, 8.897 регистрованих бирача могло је гласати на једном од 29 бирачких места.
Коалиција око СНС-а предала је своју изборну листу 17. априла. Након што су студенти из Косјерића оценили да се мора изаћи на биралиште на јединственој опозиционој листи, већина опозиционара (НПС, НЛС, СРЦЕ, Група грађана Чисти људи за чист Косјерић) формирала је листу Уједињени за Косјерић, без страначких обележја. Листа Групе грађана „Уједињени за Косјерић” проглашена је 4. маја 2025. године. 
За учешће на изборима у Косјерићу пријавила се и мањинска Руска странка, са само три кандидата за одборнике. Будући да током кампање нису забележене активности ове странке, посматрачка мисија Црте сумња да је у питању листа „сателит” владајуће странке. Опозициони Народни покрет Србије поднео је приговор изборној комисији наводећи да према последњем попису у овом месту има само четири становника руске националности. Општинска изборна комисија је одбацила приговоре као неосноване или неблаговремене, а Виши суд у Ужицу је такође одбио жалбе.
Ана Брнабић посетила је Косјерић 23. маја, када се неколико мештана окупило како би исказали своје незадовољство њеним доласком. У кратком року започети су радови на асфалтирању путева широм општине, уз ангажовање више путарских предузећа, иако су неки радници изјавили да нису примили плату месецима и да раде без слободних дана.
У мају 2025. године, антикорупцијски одбор странке Србија центар (СРЦЕ) оптужио је високе државне функционере Српске напредне странке за злоупотребу јавних ресурса у предизборне сврхе у општини Косјерић. Како је наведено, председница Народне скупштине Ана Брнабић, министар финансија Синиша Мали и министар за јавна улагања Дарко Глишић током радног времена обилазили су општину и најављивали инфраструктурне пројекте, што је СРЦЕ окарактерисао као „функционерску кампању“. Странка је такође указала на извођење радова без јавних набавки.
Председник Србије Александар Вучић обишао је 31. маја више села у општини Косјерић. Том приликом разговарао је са мештанима, обећавајући значајна улагања у локалну инфраструктуру. Најавио је подршку развоју туризма и отварање најмање 50 радних места. Вучић је наступао у пратњи високих функционера СНС-а, укључујући председника странке Милоша Вучевића, директора „Путева Србије“ Зорана Дробњака и носиоца локалне листе Жарка Ђокића. Дана 1. јуна, министар унутрашњих послова Ивица Дачић такође је посетио Косјерић.
Кампања је била обележена инцидентима, укључујући нападе на опозиционе активисте и новинаре. Дана 30. маја, грађани окупљени око листе Уједињени за Косјерић протестовали су испред полицијске станице због пребијања активисте Алексе Павловића, за које је окривљен члан СНС-а Љубиша Кнежевић. Према наводима, Кнежевић је и две недеље раније напао сниматеља Н1 телевизије. Током окупљања дошло је до вербалног сукоба са присталицама СНС-а, за које су грађани тврдили да у великом броју нису из Косјерића.
Током изборног дана, дошло је до више инцидената. Грађани су се окупили на неколико места на којима су тврдили да су центри за позивање бирача и да се људима плаћа за гласање. МУП је саопштио да су спречене блокаде одређених бирачких места. Црта је забележила неправилности на 55% бирачких места. 

## Резултати
Изборе је обележила рекордна излазност бирача у оба места.

### Град Зајечар
Око два сата после затварања биралишта, коалиција Промена у коју верујемо је прогласила победу на локалним изборима у Зајечару. Нешто касније, Александар Вучић је прогласио победу листе Не дамо Србију. Црта је крајем дана објавила да је СНС однео победу на изборима у Зајечару, али да су на 17% бирачких места забележени „најтежи облици неправилности”, те да ови резултати „не одражавају слободну изборну вољу бирача”. Опозиција у Зајечару је позвала на понављање избора. Дана после избора, 9. јуна у 20 часова, Републичка изборна комисија је објавила дневни пресек бројања гласова, где су четири листе прешле цензус са 86,96% обрађених бирачких места. Два сата касније, председник изборне комисије Зајечара Ненад Динуловић је саопштио да је СПС ипак пао испод цензуса од 3% са 100% обрађених бирачких места. Опозициони лидери изјавили су да очекују потпуно поништавање избора и понављање гласова на свим бирачким местима.
Дана 11. јуна, опозиција је поднела 78 приговора (71 од стране листе „Промена у коју верујемо” и 7 од стране листе „Уједињени за спас Зајечара”) у вези изборног процеса. Градска изборна комисија је све приговоре коалиције „Промена у коју верујемо” одбацила као непотпуне, а седам приговора „Уједињених за спас Зајечара” одбила као неосноване 14. јуна. Међутим, једногласним пресудама Вишег суда у Зајечару од 18. и 19. јуна усвојене су све жалбе коалиције „Уједињени за спас Зајечара” и поништена решења ГИК-а. ГИК је 26. јуна одбио приговоре, након чега је коалиција „Промена у коју верујемо” поново поднела жалбе Вишем суду у Зајечару. захтевајући понављање избора. Суд је 1. јула одбио све жалбе.
 М  листа националне мањине
|                               |                               | |                               |         |       |         |
| #                             | Изборна листа                 | Изборна листа | Први на листи                 | Гласови | %     | Мандати |
| 1                             |                               | - Не дамо Србију – Александар Вучић - СНС                                                                         | Владимир Виденовић            | 14.198  | 47,95 | 27      |
| 2                             |                               | - Коалиција Промена у коју верујемо – Угљеша Ђуричковић – Драгана Рашић - НПС, ПСГ, ССП                           | Горан Калчевић                | 10.312  | 34,83 | 19      |
| 3                             |                               | - Група грађана Уједињени за спас Зајечара – Миладин Крстић – Мирко Јеленковић - НДСС, Двери, ЕУ, ГГ ДК, ГГ СМИТД | др Дејан Крстић               | 2.284   | 7,71  | 4       |
| 4                             |                               | Група грађана Др Ненад Ристовић – Домаћински за Зајечар                                                           | Ненад Ристовић                | 760     | 2,57  | 0       |
| 5                             |                               | - Ивица Дачић – Социјалистичка партија Србије – Одлучно за Зајечар - СПС                                          | Александар Диковић            | 896     | 3,03  | 0       |
| 6                             |                               | - М Коалиција за источну Србију - Саша Радуловић Грљанац - ВСМ, РП                                                | Саша Радуловић                | 277     | 0,94  | 0       |
| 7                             |                               | - Ми — Снага народа, проф. др Бранимир Несторовић — Град Зајечар - МИ—СН                                          | Лука Војводић                 | 591     | 2,00  | 0       |
| 8                             |                               | - Српски либерали - Да се струка пита - Владимир Ковачевић - Нова—Д2СП                                            | Драган Ђорђевић               | 289     | 0,98  | 0       |
| Укупно                        | Укупно                        | Укупно | Укупно                        | 29.607  | 100   | 50      |
|                               |                               | |                               |         |       |         |
| Важећи листићи                | Важећи листићи                | Важећи листићи | Важећи листићи                | 29.607  | 98,27 |         |
| Неважећи листићи              | Неважећи листићи              | Неважећи листићи                                                                                                  | Неважећи листићи              | 521     | 1,73  |         |
| Укупно гласова                | Укупно гласова                | Укупно гласова | Укупно гласова                | 30.128  | 100   |         |
| Регистровани бирачи/излазност | Регистровани бирачи/излазност | Регистровани бирачи/излазност                                                                                     | Регистровани бирачи/излазност | 47.353  | 63,64 |         |
| Извор: ГИК                    |                               | |                               |         |       |         |

### Општина Косјерић
Око сат времена после затварања биралишта, носиоци листе Уједињени за Косјерић су прогласили победу на локалним изборима у Косјерићу. Нешто касније, Александар Вучић је прогласио победу коалиције Не дамо Србију. Црта је објавила да је коалиција Не дамо Србију однела победу на изборима у Косјерићу за 51 глас, али да би због бројних неправилности понављање избора чак и на само једном бирачком месту могло да преокрене исход. Републичка изборна комисија је крајем дана објавила прелиминарне резултате избора на којима је коалиција Не дамо Србију однела победу са 14 од 27 освојених мандата.
Виши суд у Ужицу је пресудом од 19. јуна усвојио жалбу и поништио решење Општинске изборне комисије Општине Косјерић којом је одбијен приговор изборне листе „Уједињени за Косјерић” на неправилности у гласању на бирачком месту бр. 25. На овом бирачком месту, бирачки одбор је допустио особи која није уписана у извод из бирачког списка тог места да на истом гласа, па је суд мериторно одлучио да поништи гласање на бирачком месту 25. Судије Вишег суда биле су јавно таргетиране у појединим медијима.
Дана 1. јула 2025. године, одржало се поновљено гласање на бирачком месту бр. 25 Елан. Током изборног дана, у околини бирачког места је била велика присутност полиције, као и грађана Косјерића и других места. Иако на самом бирачком месту није било озбиљнијих неправилности, Црта је оценила да се ови избори не могу посматрати изоловано од недемократске атмосфере у којима су одржани.
 М  листа националне мањине
|                               |                               |                                                                               |                               |         |       |         |
| #                             | Изборна листа                 | Изборна листа                                                                 | Први на листи                 | Гласови | %     | Мандати |
| 1                             |                               | - Коалиција Не дамо Србију – Александар Вучић - СНС, СПС, СДПС, ПУПС, ПС, СНП | Жарко Ђокић                   | 3.758   | 50,96 | 14      |
| 2                             |                               | - М Руска странка – Србија у БРИКС-у! – Слободан Николић - РС                 | Живорад Вићентијевић          | 48      | 0,65  | 0       |
| 3                             |                               | - Група грађана Уједињени за Косјерић - НПС, НЛС, СРЦЕ, ГГ ЧЉЗЧК              | Драгана Перишић               | 3.568   | 48,39 | 13      |
| Укупно                        | Укупно                        | Укупно                                                                        | Укупно                        | 7.374   | 100   | 27      |
|                               |                               |                                                                               |                               |         |       |         |
| Важећи листићи                | Важећи листићи                | Важећи листићи                                                                | Важећи листићи                | 7.374   | 98,42 |         |
| Неважећи листићи              | Неважећи листићи              | Неважећи листићи                                                              | Неважећи листићи              | 118     | 1,58  |         |
| Укупно гласова                | Укупно гласова                | Укупно гласова                                                                | Укупно гласова                | 7.492   | 100   |         |
| Регистровани бирачи/излазност | Регистровани бирачи/излазност | Регистровани бирачи/излазност                                                 | Регистровани бирачи/излазност | 8.897   | 84,21 |         |
| Извор: ОИК                    |                               |                                                                               |                               |         |       |         |